# Fundenii Noi
Fundenii Noi – wieś w Rumunii, w okręgu Gałacz, w gminie Fundeni. W 2011 roku liczyła 838 mieszkańców.